# عثة أمهرة
عثة أمهرة أو عثة النطش الأمهرية (الاسم العلمي: Utetheisa amhara)، نوع من عثث النطش المنتمية إلى فصيلة الأربوسية. وقد وصفها كارل جوردن في عام 1939. وتوجد في إريتريا وإثيوبيا وكينيا والسعودية والصومال والإمارات العربية المتحدة.